# Gmina Gotland
Gmina Gotland (szw. Gotlands kommun) – gmina w Szwecji, w regionie Gotland, siedzibą jej władz jest Visby.
Pod względem zaludnienia Gotland jest 37. gminą w Szwecji. Zamieszkuje ją 57 661 osób, z czego 50,7% to kobiety (29 232) i 49,3% to mężczyźni (28 429). W gminie zameldowanych jest 955 cudzoziemców. Na każdy kilometr kwadratowy przypada 18,36 mieszkańca. Pod względem wielkości gmina zajmuje 27. miejsce.